# Allegiance (serie televisiva)
Allegiance è una serie televisiva statunitense trasmessa nel 2015 dalla NBC.
Si tratta di un remake della serie israeliana nota con il titolo inglese The Gordin Cell (in ebraico תא גורדין‎?), che ha debuttato negli Stati Uniti il 5 febbraio 2015. Dopo i bassi dati d'ascolto fatti registrare dai primi episodi, il 6 marzo 2015 la NBC decise di cancellare la serie, continuando a distribuire i rimanenti episodi della prima stagione solo online.

## Trama
Alex O'Connor è un analista della CIA che viene reclutato per un'azione congiunta CIA-FBI allo scopo di indagare sul controspionaggio russo. Quello che ancora non sa è che i suoi genitori sono proprio degli agenti segreti russi dormienti.

## Personaggi e interpreti

### Personaggi principali
- Katya O'Connor, interpretata da Hope Davis, è un'agente segreta sovietica sotto copertura ormai inattiva. Suo padre era un Generale del KGB che l'ha reclutata forzatamente quando aveva 17 anni.
- Mark O'Connor, interpretato da Scott Cohen, è un uomo di affari americano reclutato da Katya (poi divenuta sua moglie) per lavorare per conto dell'Unione Sovietica.
- Alex O'Connor, interpretato da Gavin Stenhouse, figlio di Katya e Mark, è un analista della CIA particolarmente dotato che viene assegnato ad un'indagine congiunta FBI-CIA su un complotto dell'SVR volto a distruggere infrastrutture di primaria importanza sul suolo americano. Fino al quarto episodio non sospetta minimamente che i suoi genitori e sua sorella maggiore siano delle spie russe.
- Natalie O'Connor, interpretata da Margarita Levieva, è la sorella maggiore di Alex e una spia russa. È stata reclutata all'età di 20 anni. È fidanzata con Victor Dobrynin, il supervisore assegnato dall'SVR alla sua famiglia.
- Victor Dobrynin, interpretato da Morgan Spector, è un operativo dell'SVR supervisore di Katya e Mark quando vengono entrambi riattivati. È fidanzato con Natalie.
- Sarah O'Connor, interpretata da Alexandra Peters, è la figlia minore della famiglia O'Connor.
- Sam Luttrell, interpretato da Kenneth Choi, è il Direttore della sede CIA di New York e di Los Angeles.

### Personaggi ricorrenti
- Agente Speciale Brock, interpretato da Robert John Burke, è l'agente dell'FBI incaricato di comandare la squadra congiunta FBI–CIA.
- Agente Speciale Michelle Prado, interpretata da Floriana Lima, è l'agente dell'FBI partner di Alex O'Connor nella squadra congiunta.
- Direttore dell'FBI, interpretato da Fred Dalton Thompson.
- Elizabeth Simpson, interpretata da Diane Farr, lavora per il Dipartimento dei Trasporti.
- Oscar Christoph / Marcus Bolivar / John Phillips, interpretati da Giancarlo Esposito.

## Episodi
| Stagione       | Episodi | Prima TV USA | Prima TV Italia |
| -------------- | ------- | ------------ | --------------- |
| Prima stagione | 13      | 2015         | 2015            |

## Produzione
Il 14 gennaio 2014 la NBC ha ordinato l'episodio pilota dal titolo di lavorazione Coercion.
Il 14 febbraio 2014 Gavin Stenhouse è stato ingaggiato per il ruolo del protagonista Alex O'Connor; mentre il 24 febbraio si sono unite al cast anche Hope Davis e Margarita Levieva.
Dopo la produzione dell'episodio pilota il 6 maggio 2014 NBC ha ordinato una prima stagione completa da 13 episodi, scegliendo il titolo definitivo Allegiance.

## Accoglienza
Il sito aggregatore di recensioni Rotten Tomatoes ha riportato una percentuale di gradimento del 47% con un punteggio medio di 5,6/10, basato su 32 recensioni, mentre l'analogo Metacritic ha assegnato un punteggio di 57/100 basato su 28 recensioni.